# Саша Гордон
Саша Гордон (англ. Sasha K. Gordon; 11 жовтня 1989, Одеса, Україна) — американська акторка українського походження.

## Біографія
Народилася 11 жовтня 1989 року в українській родині. Батьки розлучилися, коли їй було 6 років. Батько Саші пішов з життя в 2009 році. Мама — перекладач з англійської мови та педагог. Живе в Нью-Йорку з другим чоловіком. У Саші є старший брат, юрист за освітою, який проживає в Одесі. Після закінчення школи переїхала до США за студентською візою. Закінчила Фордхемський університет за фахом «маркетинг та фінанси». Перепробувала кілька професій і місць роботи. Акторської майстерності навчалася у Брюса Орнстіна. Грає в театрі в Нью-Йорку. 
Дебютувала в кіно в 2015 році в мелодрамі «Любовні ігри». Першу головну роль зіграла у фільмі письменника і режисера Девіда Безмозгіса «Наташа» про життя емігрантів в Канаді, яка принесла їй номінацію на кінопремію Canadian Screen(краща акторка), яка вручається канадської Академією кіно і телебачення. В якості режисера і сценариста зняла короткометражку Unique New York. Улюблені актори Саші — Андрій Миронов, Меріл Стріп, Роберт Де Ніро, Бен Кінгслі.

## Фільмографія
- Любовні ігри (2015) — Олівія
- Наташа (2015) — Наташа